# Las Ketchup
Las Ketchup este un girl group spaniol de muzică pop, fondat de producătorul de flamenco, Manuel Ruiz. Grupul este cunoscut mai ales pentru piesa din 2002, "The Ketchup Song" (Aserejé), care a înregistrat vânzări de peste 7 milioane de single-uri. Per ansamblu formația a înregistrat vânzări de peste 12 milioane de copii ale primului album, cel de-al doilea ne mai având același succes.

## Discografie

### Albume
- Hijas del Tomate (2002)
- Un Blodymary (2006)

### Single-uri
| Titlu                                                                             | An   | Poziții în topuri | Poziții în topuri | Poziții în topuri | Poziții în topuri | Poziții în topuri | Poziții în topuri | Poziții în topuri | Poziții în topuri | Poziții în topuri | Poziții în topuri | Certificări | Album            |
| Titlu                                                                             | An   | AUS               | AUT               | FRA               | GER               | NOR               | NZ                | SWE               | SWI               | UK                | US                | Certificări | Album            |
| --------------------------------------------------------------------------------- | ---- | ----------------- | ----------------- | ----------------- | ----------------- | ----------------- | ----------------- | ----------------- | ----------------- | ----------------- | ----------------- | --- | ---------------- |
| "The Ketchup Song (Aserejé)"                                                      | 2002 | 1                 | 1                 | 1                 | 1                 | 1                 | 1                 | 1                 | 1                 | 1                 | 54                | - ARIA: 3× Platinum - BPI: Platinum - BVMI: 2× Platinum - IFPI AUT: 2× Platinum - IFPI NOR: 6× Platinum - IFPI SWE: 4× Platinum - IFPI SWI: 3× Platinum - RIANZ: 2× Platinum - SNEP: Diamond | Hijas del Tomate |
| "Kusha Las Payas"                                                                 | 2002 | —                 | 36                | 38                | 76                | —                 | —                 | —                 | 29                | —                 | —                 | | Hijas del Tomate |
| "Un Blodymary"                                                                    | 2006 | —                 | —                 | —                 | —                 | —                 | —                 | 38                | 83                | —                 | —                 | | Un Blodymary     |
| "—" denotes a recording that did not chart or was not released in that territory. |      |                   |                   |                   |                   |                   |                   |                   |                   |                   |                   | |                  |

## Premii
- 2002 'Ondas awards'

– Best New Artist/group
- 2004 Billboard Latinos awards

– Best pop album from new generation ("Las hijas del Tomate")
– Most tropical-salsa song played by Duo or Group ("The Ketchup Song" (Aserejé)
- 2003 Latin Grammy Award

– Best Pop Album By a Duo or Group with Vocals Las hijas del Tomate (Nominated, lost to Bacilos Caraluna.)
- 2003 Record Fair MIDEM (Cannes)

– Best New Artist/group
- 2003 Amigo Awards

– Best New Group
– Best New Artist
- 2004 Record fair MIDEM (Cannes)

– Breakers of borders (Best-selling Album out of its country and inside of Europe with "Las hijas del Tomate")
Song)